# Gustavo Alessandri Balmaceda
Gustavo Alessandri Balmaceda (8 de marzo de 1961) es un empresario y político chileno, miembro del partido Renovación Nacional. Fue diputado de la República en representación del distrito N.° 26 de la Región Metropolitana desde 1990 hasta 1994.

## Primeros años de vida
Es hijo del matrimonio de Gustavo Alessandri Valdés y de Verónica Balmaceda. Forma parte de una conocida familia de personajes políticos: es sobrino bisnieto de los expresidentes de la República, Arturo Alessandri Palma y José Manuel Balmaceda Fernández, sobrino nieto de Jorge Alessandri Rodríguez y tataranieto del presidente Ramón Freire. 
Realizó sus estudios secundarios en los Sagrados Corazones de Manquehue. Tras concluirlos, ingresó a trabajar como obrero en una empresa privada. Más adelante, viajó a los Estados Unidos para estudiar en la Universidad de California. Luego, se trasladó a New Holand, donde se especializó en maquinaria agrícola. Al concluir esta etapa de perfeccionamiento, regresó a Chile en calidad de enviado especial a la empresa filial local Agromotriz. Más tarde, se desempeñó como empresario independiente y fue propietario de varios locales comerciales. Administra la empresa SEGEL, Servicios Generales.
Actualmente es Bombero de la Novena Compañía del Cuerpo de Bomberos de Ñuñoa, "Bomba La Florida". 
El 9 de julio de 1977 fue uno de los 77 participantes del acto de Chacarillas, una concentración de jóvenes en demostración de apoyo a la dictadura militar.

## Matrimonio e hijos
Estuvo casado con Soledad Bascuñán y tienen cuatro hijos, entre los que se cuenta a Gustavo, exconcejal por la comuna de Puente Alto y actual alcalde de la comuna de Zapallar por el período 2016-2020.

## Vida pública
En 1989 se presentó como candidato a diputado por la Región Metropolitana, Distrito N.°26, comuna de La Florida, y resultó elegido, período 1990-1994; fue elegido como Independiente, en el Pacto Democracia y Progreso, pero se afilió al partido Renovación Nacional (RN), al instalarse la Cámara. Integró la Comisión Permanente de Salud; y la Comisión Permanente de Régimen Interno, Administración y Reglamento. 
Postuló a la reelección en las elecciones de 1993 pero no resultó electo. Lo intentaría nuevamente en 1997 por el distrito 58, en 2005 por el distrito 26 y en 2017 por el nuevo distrito 6, todas sin éxito.  
En 1995 incursionó como conductor de televisión en el programa A la una de La Red, donde estuvo acompañado de la actriz Carolina Arregui.
Es director de la Fundación Presidente Balmaceda. Socio del Club de Huasos de "La Florida".

## Historial electoral

### Elecciones parlamentarias de 1989
- Elecciones parlamentarias de 1989 a Diputado por el distrito 26 (La Florida)[3]

### Elecciones parlamentarias de 1993
- Elecciones parlamentarias de 1993 a Diputado por el distrito 26 (La Florida)[4]

### Elecciones parlamentarias de 1997
- Elecciones parlamentarias de 1997 a Diputado por el distrito 58 (Curaco de Vélez, Hualaihué, Futaleufú, Chaitén, Quellón, Ancud, Castro, Puqueldón, Chonchi, Queilén, Dalcahue, Palena, Quemchi y Quinchao)[5]

### Elecciones parlamentarias de 2005
- Elecciones parlamentarias de 2005 a Diputado por el distrito 26 (La Florida)[6]

### Elecciones parlamentarias de 2017
- Elecciones parlamentarias de 2017 a diputado por el Distrito 6 (Cabildo, Calle Larga, Catemu, Hijuelas, La Calera, La Cruz, La Ligua, Limache, Llay Llay, Los Andes, Nogales, Olmué, Panquehue, Papudo, Petorca, Puchuncaví, Putaendo, Quillota, Quilpué, Quintero, Rinconada, San Esteban, San Felipe, Santa María, Villa Alemana y Zapallar).[7](Se consideran los candidatos con más del 2% de votos)